# Joseph-Nicolas-Hippolyte Aussandon
Joseph-Nicolas-Hippolyte Aussandon né le 6 février 1836 à Paris (ancien 1er arrondissement),, mort le 7 avril 1926 à La Garenne-Colombes, est un peintre français.

## Biographie
Élève du peintre Horace Vernet, Aussandon suit les cours de l'École des Beaux-Arts, et tente de remporter le Prix de Rome en 1864 avec Homère dans l'île de Scyros, sans succès.
Son œuvre la plus célèbre est la Nymphe de Corot (collection particulière), toile rendant hommage au célèbre peintre romantique. En 1867, il peint Oracle des Champs, Idylle, acquise par l'État. Il est également chargé de réaliser des copies de portraits de Napoléon III d'après Hippolyte Flandrin (en 1867, pour orner la Cour de Cassation à Paris, aujourd'hui non localisé), et d'après Winterhalter (en 1869, pour orner l'Observatoire de Paris ; le peintre Dieudonné réalise de son côté la copie du portrait de l'Impératrice). Il présente plusieurs tableaux d'histoire au Salon, notamment Biblis au Salon de 1881 et Le Fruit défendu : Ève au Salon de 1882.